# Terrorisme en 1979

## Événements

### Janvier
- 14 janvier France : attentat à la bombe de l’ARB contre la ligne à haute tension partant de la centrale de Brennilis[1].

### Mai
- 1er mai, France : Jean-Marc Rouillan et Nathalie Ménigon, membres du groupe Action directe, mitraillent le siège du CNPF à Paris[2],[3].

### Juin
13 juin, Espagne : attentat à la bombe d'ETA contre le chantier de la centrale nucléaire de Lemóniz.

### Juillet
- 28 juillet, Espagne : trois bombes d'ETA explosent à Madrid, dans deux gares et à l'aéroport, faisant sept morts et plus de cent blessés[réf. souhaitée].

### Août
- 27 août, Irlande du Nord : dix-huit soldats britanniques sont tués par une bombe de l'IRA provisoire à Warrenpoint[réf. souhaitée].

### Septembre
- 15 septembre :
  - explosion d'une bombe d'Action directe au ministère du Travail[2].
  - explosion d'une bombe d'Action directe au ministère de la Santé[2].
- 16 septembre :
  - attentat au siège de la Sonacotra[2], revendiqué par Action directe[2].
  - mitraillage du Secrétariat aux travailleurs immigrés, rue de Grenelle, par Action directe[2].
- 26 septembre : attentat d'Action directe contre le bâtiment de la Délégation des entreprises pour l'emploi[3].

### Novembre
- 15 novembre : le terroriste technophobe Ted Kaczynski envoie un colis piégé, via la poste aérienne, qui manque de désintégrer le Boeing 727-223 du vol 444 d'American Airlines entre Chicago et Washington.
- 20 novembre - 4 décembre, Arabie saoudite : la prise de la Grande Mosquée de la Mecque (mosquée Al-Masjid al-Haram) par deux cents fondamentalistes islamistes fait trois cent quatre morts (cent soixante-dix-sept terroristes et cent vingt-sept membres des forces de sécurité) et six cents blessés[réf. souhaitée].

### Décembre
- 15 décembre, France : le quotidien Le Figaro publie une retranscription de l'entretien accordé par le terroriste Carlos au journal Al Watan El Arabi, dans lequel il revendique l'attentat à la grenade dans la galerie marchande du drugstore Publicis de Saint-Germain-des-Prés à Paris, qui a fait deux morts et trente-quatre blessés le 15 septembre 1974[5].